# 多胺

腐胺

屍胺

亞精胺

精胺

多胺（英語：polyamines)，又稱多元胺，是一種具有兩個或多個主要胺基(－NH2)的有機化合物。
這類的化合物包含一些合成物質，可以做為化學工業中重要的原料，像是乙二胺(H
2N–CH
2–CH
2–NH
2)、1,3-二氨基丙烷(H
2N–(CH
2)
3–NH
2)、六亞甲基二胺(H
2N–(CH
2)
6–NH
2)。它還包括許多物質可以在真核生物、原核生物中發揮重要的作用，例如腐胺(H
2N–(CH
2)
4–NH
2)、屍胺(H
2N–(CH
2)
5–NH
2)、亞精胺(H
2N–(CH
2)
4–NH–(CH
2)
3–NH
2)、精胺(H
2N–(CH
2)
3–NH–(CH
2)
4–NH–(CH
2)
3–NH
2)。
截至2004年，沒有發現任何的偕二胺在同一個碳原子上具有兩個或多個–NH
2取代基團，但是取代的衍生物則是已知的，例如四乙基甲二胺((C
2H
5)
2N–CH
2–N(C
2H
5)
2)。
哌嗪是環狀多胺的其中一個例子，聚乙烯亞胺則是基於氮丙環單體的聚合物。

## 功能

### 生物性
儘管已知多胺是在高度調節途徑的細胞中被合成的，但他們的實際功能卻還沒完全解明。作為陽離子，他們和DNA結合，在結構上它們被發現與陽離子化合物在規則的間隔之間(不同於Mg2+
、Ca2+
，它們是點電荷)。它們也被發現可以作為轉譯過程中核糖體移碼的啟動子。
如果細胞中多胺合成受到抑制，導致細胞生長停止或是嚴重延遲，則外源性多胺可以恢復這些細胞的生長。大多數的真核細胞的細胞膜上會有一個多胺轉運系統，便於外源性多胺進入細胞內。這個系統在高速增值的細胞中有非常高的活性，並且是目前正在開發的一些化療藥物的目標。
多胺也是許多離子通道的重要調節劑，包含NMDA受體、AMPA受體。它們阻止內向整流鉀離子通道，讓通道的電流內向整流，使細胞能量(即穿過細胞膜的K+
離子梯度)守恆。此外多胺也會參與啟動大腸桿菌素E7操縱子和SOS反應中下調的蛋白質，這對大腸桿菌素E7的攝取是必須的，並對處於嚴峻生長條件中的大腸桿菌提供優勢。
多胺在植物衰老中參與調節，所以被認為是一種植物激素。另外，它們會直接參與細胞死亡的調節，也可以增強血腦屏障的通透性。

### 螯合劑

乙二胺配位體，具有2個鍵結合到中心原子

多胺是重要的螯合劑。像是四甲基乙二胺（TMED）可以在有機溶劑中溶解金屬離子，二乙烯三胺和三乙烯四胺(TETA)和更強大的螯合劑可以分別形成三齒和四齒的複合物，大環多胺可以添加腔選擇性的螯合效應，在血紅蛋白中的血紅素基團是一個大環多胺配體的重要範例。脂肪族線性多胺的芳香族類似物，像是聯吡啶、鄰二氮菲、三聯吡啶也是有用的螯合劑。
質子化的多胺，尤其是大環多胺，可以綁定陰離子。透過改變腔的形狀、大小，質子化的多胺可以變為更特殊的陰離子受體。

## 線性多胺合成

### 腐胺
腐胺在生物學上可以透過兩種不同的途徑合成，但起始物都是精氨酸。
- 在第一種途徑，精氨酸先轉化成丁胺，和精氨酸脫羧酶(ADC)催化反應，然後丁胺透過丁胺脫亞胺(AIH)轉化為N-腐氨甲酰，最後N-腐氨甲酰再轉變成腐胺。[8]

- 在第二種途徑，精氨酸先轉化成鳥氨酸，鳥氨酸再透過鳥氨酸脫羧酶(ODC)轉變成腐胺。

### 屍胺
離胺酸透過賴氨酸脫羧酶(LDC)轉變成屍胺。

### 亞精胺和精胺

腐胺透過亞精胺合成酶反應出亞精胺，亞精胺再透過精胺合成酶反應出精胺。

## 多胺類似物
多胺作為在細胞生長中的一個關鍵角色，導致了一些多胺代謝干擾劑的開發，這些藥劑被用於治療癌症。多胺類似物在細胞內上調p53(腫瘤抑制蛋白)來限制細胞增殖和細胞凋亡。另外它也降低了陽性乳腺癌中的雌激素受體α的表達。